# Полиалк Ферский
Полиалк (др.-греч. Πολύαλκος) (IV век до н. э.) — возможно, тиран фессалийского города Феры.
Имя Полиалка упоминает афинский ритор Исократ, обращаясь в одном из своих писем к сыновьям Ясона Ферского: «Я охотно отправился бы к вам, помня о дружбе, связывавшей меня с Ясоном и Полиалком». Грамматик Конон указывал, что отцом Тисифона, Ликофрона и Пифолая был Эвалк. По мнению некоторых исследователей, Полиалк тождественен Эвалку, а его женой могла быть дочь Ликофрона Ферского, вышедшая после смерти первого супруга замуж за Ясона. Э. Д. Фролов обратил внимание, что Конон считается ненадёжным источником, а дочь Ясона Феба, организовавшая заговор против своего мужа, была, очевидно, старше своих братьев. Возможно, как отметили Фролов и Ф. Штеелин, Полиалк был старшим сыном Ликофрона Ферского и его преемником, хотя и правил недолго. По мнению же немецкого историка Г. Пласса, Ликофрону наследовал Ясон.